# Cuerpo de Bomberos de Lautaro
El Cuerpo de Bomberos de Lautaro (CBLautaro) opera en la comuna de Lautaro, prestando servicios en la ciudad homónima, el centro urbano de Pillanlelbún y los sectores rurales. 
Actualmente está conformado por cinco compañías de las cuales cuatro se encuentran en la Ciudad de Lautaro, y una en la localidad de Pillanlelbún. Fue fundada el 24 de octubre de 1907 siendo el segundo Cuerpo de Bomberos más antiguo en la región de la Araucanía. 

## Historia
Los hechos que llevaron a la creación de esta institución, y al igual que en casi todo el mundo, fue a raíz de un grave incendio comprendido en aquellos tiempos en las calles Comercio (hoy Av. Bernardo O'Higgins) y Erasmo Escala.
Días después del terrible suceso, el Sargento Mayor Guillermo Rahaussen, llamó a los vecinos más conocidos a una reunión. Estos llegaron al acuerdo de fundar un Cuerpo de Bomberos el día 24 de octubre de 1907, firmándose un acta que se conserva como documento reliquia en los archivos de su Cuartel General.
Aquellos que firmaron el acta fueron: Guillermo Rahaussen, Amadeo Hiribarren, Félix Broussain, José Quintas, Domingo Montebruno, Luis R. Dumay, Guillermo Vargas, Calixto Sepúlveda, Roberto Morales, Juan Guillermo Gertner, Jermán Parandiet, Teodoro Lange, Pablo Salaberry, Salvador Broussain, Andrés Lassalle, Guillermo Schanklin, P. Alberto Deramond, Ismael Muñoz, Celestino Preciado, Ernesto Behnke y Gustavo de Toro.
En aquella reunión definieron qué significaba una institución como Bomberos, la forma de organización interna que tendría, los métodos de financiamiento, el tipo de material que debían obtener etc. En esta, se toma la fecha de la fundación y se forma una comisión para elaborar un reglamento para la cual se dio un plazo hasta el 15 de noviembre, en la que participaron Rahaussen, Hiribarren, Quintas, Montebruno y Schanklin.

Mes y medio después en el mismo Hotel Francés, de Preciado y Lassalle, se efectuó el 7 de Diciembre una segunda reunión, según el "Llaima" (periódico) para estructurar la Compañía de Bomberos, se supone con gente más joven y que pasarían a ser "voluntarios". 

Cerró así el año de organización de las más noble institución de voluntariado que se conoce y está presente en todo el país.
Lautaro Cánovas Zurita

## Directorio y Oficialidad generales

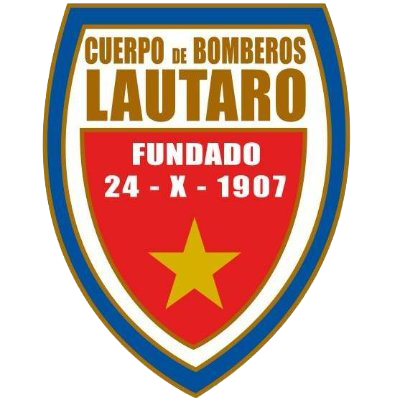
Escudo del Cuerpo de Bomberos de Lautaro

El directorio general para el periodo 2023-2024 está constituido por:
| Compañía | Nombre                          |
| -------- | ------------------------------- |
| Primera  | Marcello Orlando Herrera Torres |
| Segunda  | Marco Andres Soto Troncoso      |
| Tercera  | Luis oscar De La Fuente Mellado |
| Cuarta   | Manuel Gustavo Correa Catril    |
| Quinta   | Andrés Danilo Espinoza Castro   |

La oficialidad general para el periodo 2023-2024 está constituida por:
| Cargo                | Nombre                            |
| -------------------- | --------------------------------- |
| Superintendente      | Alejandro Eduardo Rosales Moraga  |
| Vice Superintendente | José Luis Marcelo Chaparro Bustos |
| Secretario General   | Barbara Margoth Saavedra Castillo |
| Tesorero General     | Luis Heriberto Silva Torres       |
| Comandante           | Claudio Andres Paredes Poblete    |
| 2°Comandante         | Pablo Gonzales Leon               |

## Historia Compañías[2]

### Primera Compañía
Esta compañía se constituye con la formación del Cuerpo de Bomberos de Lautaro, por tanto comparte la historia de esta institución. 

### Segunda Compañía
Dos años después de la fundación del Cuerpo, se decide crear otra compañía. Nace así la 2.ª Compañía el año 1909.
La 2.ª que en un principio se designó como Hachas y Escaleras cuyo lema es Valor y Sacrificio; se constituyó posteriormente en una compañía de aguas, en atención a que recibió una bomba a palanca la cual se encuentra actualmente en exhibición como reliquia del Cuerpo.
Entre los fundadores de esta compañía están: José San Martín, Sinecio González, José Molina, Fernando Lagos, Eduardo Jequier, Juan de Dios Jara, Juan Serrano, Luis Voigt, Próspero Jara y Domingo Montebruno.

### Tercera Compañía

Escudo 3.ª Compañía

El año 1918 inició con una sorpresa, la creación de la 3.ª Compañía el 28 de enero de aquel año, con la función de Salvavida y Guardia de Propiedad. 
Entre los nombres de aquellos que formaron esta compañía se encuentran: Santiago Vallejos Caro, Adolfo Hettich Richter, Pedro Carrasco, Adolfo Menke, Rafael Martin y Teodoro Jequier.

### Cuarta Compañía
El sector al otro lado del Cautín llamado coloquialmente "Guacolda" ante su crecimiento poblacional comenzó a tener problemas y necesidades. Ante los siniestros relacionados con el fuego y la demora de los carros que estaban en "Lautaro centro" comenzaron a aumentar los anhelos de tener una Compañía propia que estuviera presta a los "guacoldinos".
Luego de algunas reuniones, la creación de la Cuarta Compañía se oficializó con su fundación el 24 de octubre de 1972, siendo sus principales precursores Ismael Escobar Godoy quien ocuparía el cargo de Director y Ebert Espinoza Vivallo ocupando el puesto de Capitán.

### Quinta Compañía
En Pillanlelbún, una tragedia en el año 1981 movió a los pobladores de esa localidad a crear una Compañía de Bomberos. El primer director fue Isidoro Burgos Castro, y su capitán fue Ricardo Lagos Olivera. 
Estos tuvieron dificultades para poder encontrar un lugar en qué reunirse o donde tener un carro. Posteriormente, estos solicitaron su reconocimiento al Cuerpo de Bomberos de Lautaro. Esta compañía fue aprobada y se fijó su fecha de fundación como el 30 de julio de 1981.
El directorio general de ese año le entregó ese mismo año un carro portaescalera y luego una motobomba portátil.